# 599

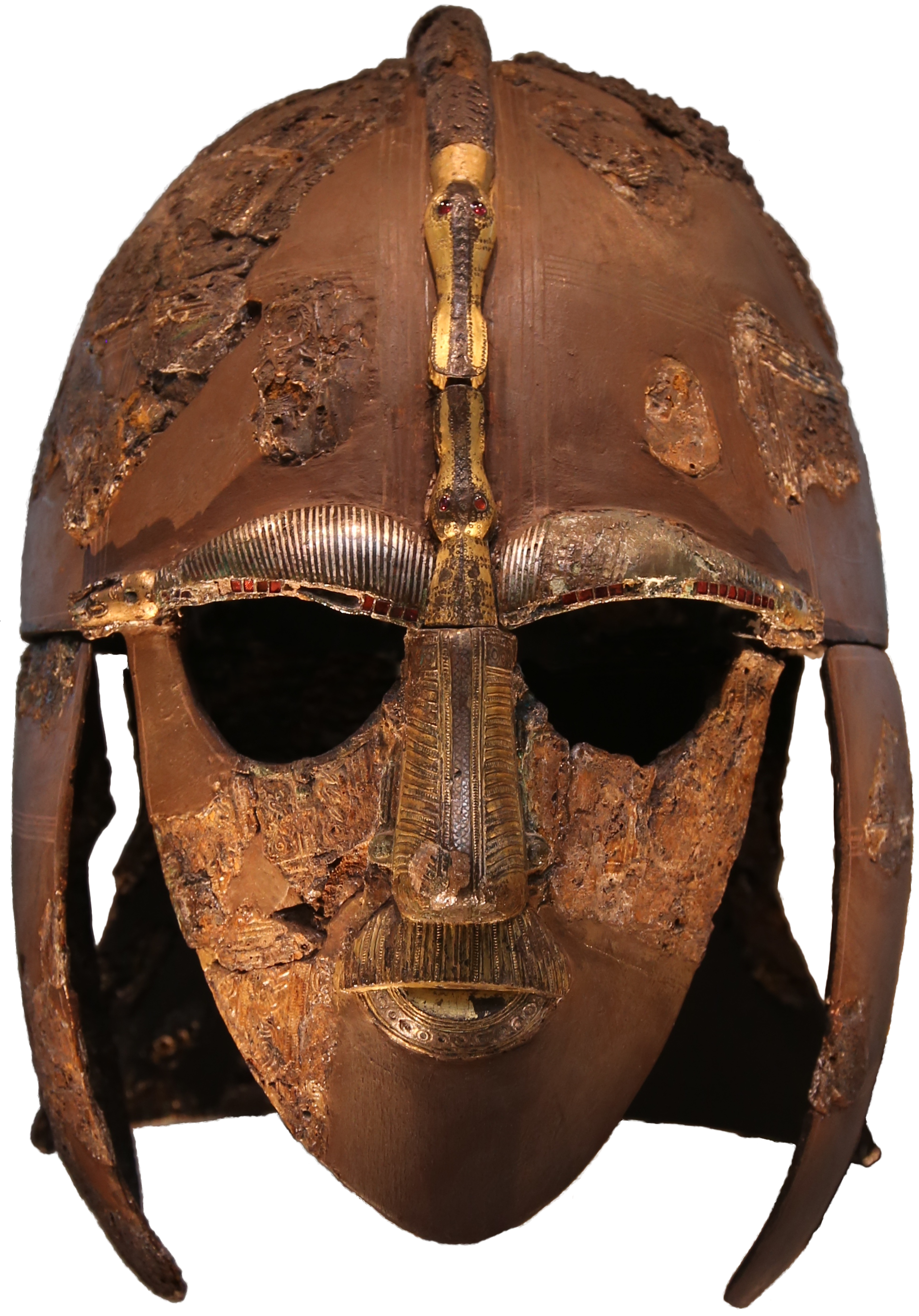
De Sutton Hoo helm (mogelijk van Raedwald)

Het jaar 599 is het 99e jaar in de 6e eeuw volgens de christelijke jaartelling.

## Gebeurtenissen

### Europa
- Raedwald (599-624) wordt koning (bretwalda) van East Anglia onder de heerschappij van Ethelbert van Kent. (Volgens de Angelsaksische Kroniek)
- Een pokkenepidemie zet door in Westelijk Europa en verspreidt zich naar Brittannië. Honderdduizenden mensen sterven aan de dodelijke ziekte.

### Perzië
- Koning Khusro II stuurt een Perzisch expeditieleger naar het Arabisch Schiereiland. Hij verovert Jemen en de handelsroutes naar het Oosten.

### Meso-Amerika
- 21 april - De Maya-stad Palenque (huidige Mexico) wordt door de rivaal stad Calakmul geplunderd.

## Religie
- Venantius Fortunatus, dichter aan het Merovingische hof, wordt benoemd tot bisschop van Poitiers. (waarschijnlijke datum)

## Overleden
- Anastasius I, patriarch van Antiochië
- Warnachar I, hofmeier van Bourgondië